# (350185) Linnell
(350185) Linnell est un astéroïde de la ceinture principale.

## Description
(350185) Linnell est un astéroïde de la ceinture principale. Il fut découvert le 3 juin 2006 à Mauna Kea par David D. Balam. Il présente une orbite caractérisée par un demi-grand axe de 2,60 UA, une excentricité de 0,25 et une inclinaison de 5,4° par rapport à l'écliptique.

## Compléments